# Leichtathletik-Jugendweltmeisterschaften 2007
Die 5. Leichtathletik-Jugendweltmeisterschaften fanden vom 11. bis 15. Juli 2007 im Městský stadion (zu deutsch: städtisches Stadion) im Stadtteil Vítkovice in der tschechischen Stadt Ostrava statt.
Es nahmen 1228 Athleten (556 weibliche, 672 männliche) aus 152 Ländern teil.
Der Deutsche Leichtathletik-Verband (DLV) meldete 33 Athleten für die Wettkämpfe.

## Jungen

### 100 m
| Platz | Athlet              | Land | Zeit (s) |
| ----- | ------------------- | ---- | -------- |
| 1     | Dexter Lee          | JAM  | 10,51    |
| 2     | Nickel Ashmeade     | JAM  | 10,54    |
| 3     | Kenneth Gilstrap    | USA  | 10,65    |
| 4     | Christophe Lemaitre | FRA  | 10,67    |
| 5     | Keynan Parker       | CAN  | 10,74    |
| 6     | Václav Zich         | CZE  | 10,74    |
| 7     | Ian Warner          | CAN  | 10,81    |
| 8     | Tse-Ching Liang     | TPE  | 10,84    |

### 200 m
| Platz | Athlet                      | Land | Zeit (s) |
| ----- | --------------------------- | ---- | -------- |
| 1     | Ramone McKenzie             | JAM  | 20,67    |
| 2     | Ramil Quliyev               | AZE  | 20,72    |
| 3     | Nickel Ashmeade             | JAM  | 20,76 PB |
| 4     | Hiroyuki Kubota             | JPN  | 21,07 PB |
| 5     | Christophe Lemaitre         | FRA  | 21,15 PB |
| 6     | Kenneth Gilstrap            | USA  | 21,63    |
| 7     | Seiya Hane                  | JPN  | 21,70    |
|       | Lykourgos-Stefanos Tsakonas | GRE  | DNF      |

### 400 m
| Platz | Athlet             | Land | Zeit (s) |
| ----- | ------------------ | ---- | -------- |
| 1     | Christopher Clarke | GBR  | 46,74    |
| 2     | Kirani James       | GRN  | 46,96 PB |
| 3     | Wladimir Krasnow   | RUS  | 47,03    |
| 4     | Jordan McGrath     | GBR  | 47,09 PB |
| 5     | Yonas Al-Hosah     | KSA  | 47,53 PB |
| 6     | Niklas Zender      | GER  | 48,04    |
| 7     | Danzell Fortson    | USA  | 48,13    |
|       | Hendrik Maartens   | RSA  | DSQ      |

### 800 m
| Platz | Athletin                 | Land | Zeit (min) |
| ----- | ------------------------ | ---- | ---------- |
| 1     | Geoffrey Kibet Cheruiyot | KEN  | 1:49,99    |
| 2     | Ali Al-Deraan            | KSA  | 1:50,10    |
| 3     | Amine el-Manaoui         | MAR  | 1:50,12 PB |
| 4     | Alexander Schepljakow    | RUS  | 1:50,48    |
| 5     | Cihat Ulus               | TUR  | 1:50,84    |
| 6     | James Kaan               | AUS  | 1:51,06    |
| 7     | Henok Tesfaye            | ETH  | 1:51,90    |
| 8     | Dylan Ferris             | USA  | 1:51,91    |

### 1500 m
| Platz | Athletin                | Land | Zeit (min) |
| ----- | ----------------------- | ---- | ---------- |
| 1     | Fredrick Musyoki Ndunge | KEN  | 3:44,27 PB |
| 2     | Josphat Mitunga Kithii  | KEN  | 3:44,68    |
| 3     | Dawit Wolde             | ETH  | 3:45,03 PB |
| 4     | David Bustos            | ESP  | 3:46,73    |
| 5     | Ryan Gregson            | AUS  | 3:48,61    |
| 6     | Taha Belkorchi          | MAR  | 3:48,75    |
| 7     | Simon Horsfield         | GBR  | 3:52,44    |
| 8     | Toshiki Imazaki         | JPN  | 3:52,61    |

### 3000 m
| Platz | Athletin              | Land | Zeit (min) |
| ----- | --------------------- | ---- | ---------- |
| 1     | Daniel Lemashon Salel | KEN  | 7:57,81 PB |
| 2     | Lucas Kimeli Rotich   | KEN  | 7:59,67 PB |
| 3     | Hicham El Amrani      | MAR  | 8:00,98 PB |
| 4     | Moussa Karich         | MAR  | 8:04,43 PB |
| 5     | Abera Kuma            | ETH  | 8:22,68    |
| 6     | Yohei Kondo           | JPN  | 8:23,17    |
| 7     | Sami Lafi             | ALG  | 8:27,49    |
| 8     | Folavia Sehohle       | RSA  | 8:29,72    |

### 2000 m Hindernis
| Platz | Athletin            | Land | Zeit (min) |
| ----- | ------------------- | ---- | ---------- |
| 1     | Legese Lamiso       | ETH  | 5:30,81    |
| 2     | Silas Kosgei Kitum  | KEN  | 5:32,88 PB |
| 3     | Abdellah Dacha      | MAR  | 5:34,49 PB |
| 4     | Jonathan Muia Ndiku | KEN  | 5:37,30 PB |
| 5     | Antonio Abadía      | ESP  | 5:53,54 PB |
| 6     | Richard Everest     | AUS  | 5:54,27    |
| 7     | Mohamed Mahcene     | ALG  | 5:54,59 PB |
| 8     | Álvaro Cordero      | ESP  | 5:55,58 PB |

### 110 m Hürden
| Platz | Athlet               | Land | Zeit (s)  |
| ----- | -------------------- | ---- | --------- |
| 1     | Wayne Davis          | USA  | 13,18 WYB |
| 2     | William Wynne        | USA  | 13,44     |
| 3     | Denis Semenow        | KAZ  | 13,82     |
| 4     | Andreas Martinsen    | DEN  | 13,86 PB  |
| 5     | Athanásios Hrisaidís | GRE  | 13,98     |
| 6     | Cornel Bananau       | ROU  | 13,98     |
| 7     | Daniel Martin        | AUS  | 14,05     |
| 8     | Martin Mazác         | CZE  | 14,22     |

### 400 m Hürden
| Platz | Athletin               | Land | Zeit (s)  |
| ----- | ---------------------- | ---- | --------- |
| 1     | William Wynne          | USA  | 49,01 WYB |
| 2     | Reginald Wyatt         | USA  | 50,33 PB  |
| 3     | Amaurys R. Valle       | CUB  | 50,37 PB  |
| 4     | Nathan Arnett          | BAH  | 50,89 PB  |
| 5     | Cornel Fredericks      | RSA  | 51,04     |
| 6     | Hamada Al-Bishi        | KSA  | 51,64 PB  |
| 7     | Julius Rotich Oletygor | KEN  | 51,79     |
| 8     | PC Beneke              | RSA  | 51,93     |

### Sprint-Staffel (100 m – 200 m – 300 m – 400 m)
| Platz | Land               | Athletinnen                                                         | Zeit (min) |
| ----- | ------------------ | ------------------------------------------------------------------- | ---------- |
| 1     | Vereinigte Staaten | Isaiah Sweeney Kenneth Gilstrap William Wynne Danzell Fortson       | 1:51,34    |
| 2     | Japan              | Seiya Hane Daizo Hamano Hiroyuki Kubota Akihiro Urano               | 1:51,42    |
| 3     | Jamaika            | Dexter Lee Ramone McKenzie Nickel Ashmeade Dwayne Extol             | 1:52,18    |
| 4     | Bahamas            | Warren Fraser Marcus Thompson Jeffery Gibson Triedecio Davis        | 1:53,39    |
| 5     | Brasilien          | Jeferson Carvalho Jefferson Lucindo Jonatha Lídia Jonathan da Silva | 1:53,56    |
| 6     | Spanien            | Rubén Pros Alex Puchol Antonio Martínez Cristian González           | 1:54,61    |
|       | Saudi-Arabien      | Hamada Al-Bishi Yonas Al-Hosah Adel Al-Nasser Ali Al-Deraan         | DSQ        |
|       | Südafrika          | Mogomotsi Galosikwe Stefan Brits Dean Swart Hendrik Maartens        | DSQ        |

### Hochsprung
| Platz | Athlet              | Land | Höhe (m) |
| ----- | ------------------- | ---- | -------- |
| 1     | Wang Chen           | CHN  | 2,22     |
| 2     | Sergei Mudrow       | RUS  | 2,22     |
| 3     | Josh Hall           | AUS  | 2,20 PB  |
| 4     | Miguel Ángel Sancho | ESP  | 2,16     |
| 5     | Edgar Rivera        | MEX  | 2,14 PB  |
| 6     | Willem Voigt        | RSA  | 2,14 PB  |
| 7     | Bao Senlin          | CHN  | 2,11 PB  |
| 8     | Aleksey Proswirnin  | RUS  | 2,11 PB  |

### Stabhochsprung
| Platz | Athlet                       | Land | Höhe (m) |
| ----- | ---------------------------- | ---- | -------- |
| 1     | Nico Weiler                  | GER  | 5,26 CR  |
| 2     | Manuel Concepción            | ESP  | 4,85     |
| 2     | Shota Doi                    | JPN  | 4,85     |
| 4     | Nick Cruchley                | GBR  | 4,85 PB  |
| 5     | Quentin Gouil                | FRA  | 4,75     |
| 6     | Serhiy Tsybulka              | UKR  | 4,75     |
| 7     | Cheyne Rahme                 | RSA  | 4,75     |
| 8     | Panayiótis-Yeóryios Láskaris | GRE  | 4,60     |

### Weitsprung
| Platz | Athlet              | Land | Weite (m) |
| ----- | ------------------- | ---- | --------- |
| 1     | Yasumichi Konishi   | JPN  | 7,52      |
| 2     | Daisuke Yoshiyama   | JPN  | 7,32      |
| 3     | Christian Taylor    | USA  | 7,29 PB   |
| 4     | Lukasz Pabich       | POL  | 7,26      |
| 5     | Dino Pervan         | CRO  | 7,17      |
| 6     | William Barrionuevo | BRA  | 7,16      |
| 7     | Tarik Batchelor     | JAM  | 7,09      |
| 8     | Maksim Botsman      | BLR  | 7,08      |

### Dreisprung
| Platz | Athlet                    | Land | Weite (m) |
| ----- | ------------------------- | ---- | --------- |
| 1     | Christian Taylor          | USA  | 15,98     |
| 2     | Alexei Fjodorow           | RUS  | 15,59 PB  |
| 3     | Gennadi Schudinow         | RUS  | 15,54 PB  |
| 4     | Stefan Tseng              | SGP  | 15,54     |
| 5     | Sergey Vladimir Brigadniy | BHR  | 15,48 PB  |
| 6     | Ali Bouguesba             | ALG  | 15,08     |
| 7     | Patrick Rädler            | GER  | 15,08     |
| 8     | Bryce Lamb                | USA  | 14,99     |

### Kugelstoßen
| Platz | Athlet           | Land | Weite (m) |
| ----- | ---------------- | ---- | --------- |
| 1     | David Storl      | GER  | 21,60     |
| 2     | Marin Premeru    | CRO  | 20,42     |
| 3     | Dmytro Sawyzkyj  | UKR  | 20,15     |
| 4     | Konrad Partyka   | POL  | 19,84     |
| 5     | Simon Gustafsson | SWE  | 19,71 PB  |
| 6     | Sun Bin          | CHN  | 19,69 PB  |
| 7     | Marko Špiler     | SLO  | 19,11 PB  |
| 8     | Colin Quirke     | IRL  | 18,98     |

### Diskuswurf
| Platz | Athlet                 | Land | Weite (m) |
| ----- | ---------------------- | ---- | --------- |
| 1     | Mykyta Nesterenko      | UKR  | 68,54     |
| 2     | Marin Premeru          | CRO  | 64,20 PB  |
| 3     | Andrius Gudžius        | LTU  | 61,59 PB  |
| 4     | Gordon Wolf            | GER  | 60,54     |
| 5     | Sean Tabor             | USA  | 59,07 PB  |
| 6     | Pyry Niskala           | FIN  | 56,97 PB  |
| 7     | Curtis Griffith-Parker | GBR  | 55,59     |
| 8     | Jeremy Baillard        | FRA  | 55,22     |

### Hammerwurf
| Platz | Athlet           | Land | Weite (m) |
| ----- | ---------------- | ---- | --------- |
| 1     | Andrij Martynjuk | UKR  | 76,09     |
| 2     | Dániel Szabó     | HUN  | 75,30 PB  |
| 3     | Richard Olbrich  | GER  | 75,18     |
| 4     | Conor McCullough | USA  | 74,54     |
| 5     | Kai Räsänen      | FIN  | 74,36 PB  |
| 6     | Peter Smith      | GBR  | 72,79 SB  |
| 7     | Norbert Schwéger | HUN  | 72,58     |
| 8     | Aleh Dubizki     | BLR  | 71,83 PB  |

### Speerwurf
| Platz | Athlet                | Land | Weite (m) |
| ----- | --------------------- | ---- | --------- |
| 1     | Tuomas Laaksonen      | FIN  | 79,91     |
| 2     | Hamish Peacock        | AUS  | 76,31 PB  |
| 3     | Edgars Rütinš         | LAT  | 74,65 PB  |
| 4     | Luke Bissett          | AUS  | 71,33     |
| 5     | Nikita Zakharow       | RUS  | 70,62 PB  |
| 6     | Joonas Verronen       | FIN  | 70,53     |
| 7     | Stipe Žunić           | CRO  | 70,25     |
| 8     | Adriaan van der Merwe | RSA  | 70,00     |

### Achtkampf
| Platz | Athletin            | Land | Punkte  |
| ----- | ------------------- | ---- | ------- |
| 1     | Shane Brathwaite    | BAR  | 6261    |
| 2     | Jaroslav Hedvicák   | CZE  | 6212 PB |
| 3     | Adam Bevis          | AUS  | 6212 PB |
| 4     | Curtis Beach        | USA  | 6170 PB |
| 5     | Stefan Matula       | GER  | 6153 PB |
| 6     | Eusebio Cáceres     | ESP  | 6144 PB |
| 7     | Einar Dadi Lárusson | ISL  | 5999 PB |
| 8     | Armin Beham         | AUT  | 5935 PB |

## Mädchen

### 100 m
| Platz | Athletin          | Land | Zeit (s) |
| ----- | ----------------- | ---- | -------- |
| 1     | Asha Philip       | GBR  | 11,46    |
| 2     | Rosângela Santos  | BRA  | 11,46 PB |
| 3     | Ashlee Nelson     | GBR  | 11,58    |
| 4     | Bárbara Leôncio   | BRA  | 10,72    |
| 5     | Andreea Ogrăzeanu | ROU  | 11,80    |
| 6     | Alyssa Conley     | RSA  | 11,98    |
| 7     | Ashton Purvis     | USA  | 12,04    |
|       | Erica Alexander   | USA  | DSQ      |

### 200 m
| Platz | Athletin         | Land | Zeit (s) |
| ----- | ---------------- | ---- | -------- |
| 1     | Bárbara Leôncio  | BRA  | 23,50 PB |
| 2     | Chalonda Goodman | USA  | 23,54    |
| 3     | Nivea Smith      | BAH  | 23,69    |
| 4     | Rosângela Santos | BRA  | 23,75 PB |
| 5     | Ashton Purvis    | USA  | 23,89    |
| 6     | Souheir Bouali   | ALG  | 24,02    |
| 7     | Elza Wildanowa   | RUS  | 24,03    |
| 8     | Alyssa Conley    | RSA  | 24,40    |

### 400 m
| Platz | Athletin          | Land | Zeit (s) |
| ----- | ----------------- | ---- | -------- |
| 1     | Julija Baralej    | UKR  | 53,57    |
| 2     | Latoya McDermott  | JAM  | 54,12    |
| 3     | Alexandra Štuková | SVK  | 54,46 PB |
| 4     | Olha Semljak      | UKR  | 54,71    |
| 5     | Natalie Geiger    | CAN  | 54,82 PB |
| 6     | Meshawn Graham    | USA  | 55,18    |
| 7     | M. R. Poovamma    | IND  | 55,49    |
| 8     | Francesca Xuereb  | MLT  | 55,86    |

### 800 m
| Platz | Athletin          | Land | Zeit (min) |
| ----- | ----------------- | ---- | ---------- |
| 1     | Mirela Lavric     | ROU  | 2:04,29    |
| 2     | Alison Leonard    | GBR  | 2:05,36    |
| 3     | Juana Ivis Méndez | CUB  | 2:05,42 PB |
| 4     | Olha Bibik        | UKR  | 2:06,17    |
| 5     | Sofia Öberg       | SWE  | 2:06,25    |
| 6     | Chanelle Price    | USA  | 2:06,55    |
| 7     | Ewa Jacniak       | POL  | 2:15,58    |
|       | Winny Chebet      | KEN  | DSQ        |

### 1500 m
| Platz | Athletin          | Land | Zeit (min) |
| ----- | ----------------- | ---- | ---------- |
| 1     | Sammary Cherotich | KEN  | 4:15,47 PB |
| 2     | Jordan Hasay      | USA  | 4:17,24    |
| 3     | Sheila Chepkirui  | KEN  | 4:19,26 SB |
| 4     | Melissa Duncan    | AUS  | 4:20,24    |
| 5     | Bertukan Feyisa   | ETH  | 4:20,39 PB |
| 6     | Evangelina Thomas | ARG  | 4:22,91 PB |
| 7     | Hanae Tanaka      | JPN  | 4:23,34 PB |
| 8     | Réka Czebei       | HUN  | 4:24,10 PB |

### 3000 m
| Platz | Athletin        | Land | Zeit (min) |
| ----- | --------------- | ---- | ---------- |
| 1     | Mercy Cherono   | KEN  | 8:53,94 CR |
| 2     | Mahlet Melese   | ETH  | 8:56,98 PB |
| 3     | Sule Utura      | ETH  | 9:06,48 PB |
| 4     | Saki Nakamichi  | JPN  | 9:13,84 PB |
| 5     | Ayaka Mori      | JPN  | 9:13,89    |
| 6     | Daniela Fetcere | LAT  | 9:21,36 SB |
| 7     | Irene Cheptai   | KEN  | 9:22,05    |
| 8     | Olha Skrypak    | UKR  | 9:34,31    |

### 2000 m Hindernis
| Platz | Athletin                   | Land | Zeit (min) |
| ----- | -------------------------- | ---- | ---------- |
| 1     | Caroline Chepkurui Tuigong | KEN  | 6:22,30 CR |
| 2     | Christine Kambua Muyanga   | KEN  | 6:22,49 PB |
| 3     | Karoline Bjerkeli Grøvdal  | NOR  | 6:25,30 SB |
| 4     | Marta Tigabea              | ETH  | 6:29,81 PB |
| 5     | Louise Webb                | GBR  | 6:32,45 PB |
| 6     | Sarah Hopkinson            | GBR  | 6:32,55 PB |
| 7     | Diana Sujew                | GER  | 6:36,25 PB |
| 8     | Sarah Cornelsen            | GER  | 6:37,70 PB |

### 5000 m Bahngehen
| Platz | Athletin              | Land | Zeit (min)   |
| ----- | --------------------- | ---- | ------------ |
| 1     | Tatjana Kalmykowa     | RUS  | 20:28,05 WYB |
| 2     | Irina Yumanowa        | RUS  | 21:21,14 PB  |
| 3     | Panayióta Tsinopoúlou | GRE  | 22:49,15 PB  |
| 4     | Paige Hooper          | AUS  | 22:57,67 PB  |
| 5     | Antonella Palmisano   | ITA  | 22:58,52 PB  |
| 6     | Anna Mielcarek        | MEX  | 22:58,94 PB  |
| 7     | Alexandra Gradinariu  | ROU  | 22:59,18 PB  |
| 8     | Adriana Turnea        | ROU  | 23:17,68 PB  |

### 100 m Hürden
| Platz | Athlet             | Land | Zeit (s) |
| ----- | ------------------ | ---- | -------- |
| 1     | Julian Purvis      | USA  | 13,41 PB |
| 2     | Shermaine Williams | JAM  | 13,48    |
| 3     | Anne Zagré         | BEL  | 13,58 PB |
| 4     | Jasmin Stowers     | USA  | 13,70    |
| 5     | Ivana Lončarek     | CRO  | 13,76    |
| 6     | Jacinta Doyle      | AUS  | 13,80    |
| 7     | Lucie Cincinatis   | BEL  | 13,86    |
| 8     | Christabel Nettey  | CAN  | 14,42    |

### 400 m Hürden
| Platz | Athletin             | Land | Zeit (s) |
| ----- | -------------------- | ---- | -------- |
| 1     | Dalilah Muhammad     | USA  | 57,25    |
| 2     | Andreea Ionescu      | ROU  | 57,33 PB |
| 3     | Ryann Krais          | USA  | 57,50    |
| 4     | Shana-Gaye Tracey    | JAM  | 57,74    |
| 5     | Emilia Granqvist     | SWE  | 59,66    |
| 6     | Christiane Klopsch   | GER  | 60,51    |
| 7     | Walerija Znamenskaya | RUS  | 61,83    |
| 8     | Mila Andric          | SRB  | 61,22    |

### Sprint-Staffel (100 m – 200 m – 300 m – 400 m)
| Platz | Land               | Athletinnen                                                                | Zeit (min) |
| ----- | ------------------ | -------------------------------------------------------------------------- | ---------- |
| 1     | Vereinigte Staaten | Chalonda Goodman Ashton Purvis Ryann Krais Erica Alexander                 | 2:05,74    |
| 2     | Jamaika            | Gayon Evans Jura Levy Shana-Gaye Tracey Latoya McDermott                   | 2:06,77    |
| 3     | Kanada             | Loudia Laarman Christabel Nettey Alyssa Johnson Natalie Geiger             | 2:09,08    |
| 4     | Australien         | Jane Larkin Jacinta Doyle Olivia Tauro Selma Kajan                         | 2:09,96    |
| 5     | Indien             | Srabani Nanda Shriya Nitin Vidwans Anu Mariam Jose M. R. Poovamma          | 2:10,18    |
| 6     | Barbados           | Kierre Beckles Mara Weekes Sade Sealy Latoya Griffith                      | 2:11,37    |
| 7     | Japan              | Hitomi Nakano Shizuka Watanabe Hanae Iwadate Chisato Kitamura              | 2:12,45    |
|       | Kasachstan         | Tatjana Rogowskaja Regina Kolewatowa Taissa Machmajewa Jelena Dombrowskaja | DSQ        |

### Hochsprung
| Platz | Athletin                  | Land | Höhe (m) |
| ----- | ------------------------- | ---- | -------- |
| 1     | Natalja Mamlina           | RUS  | 1,89     |
| 2     | Misha-Gaye DaCosta        | JAM  | 1,84 PB  |
| 3     | Elena Vallortigara        | ITA  | 1,81 SB  |
| 3     | Aleksandrina Klimentinowa | BUL  | 1,81     |
| 5     | Esthera Petre             | ROU  | 1,81 SB  |
| 6     | Ilva Bikanova             | LAT  | 1,78     |
| 6     | Oksana Okunjewa           | UKR  | 1,78     |
| 8     | Kimberly Jeß              | GER  | 1,78     |

### Stabhochsprung
| Platz | Athletin            | Land | Höhe (m) |
| ----- | ------------------- | ---- | -------- |
| 1     | Vicky Parnov        | AUS  | 4,35 CR  |
| 2     | Ekaterini Stefanidi | GRE  | 4,25 SB  |
| 3     | Petra Olsen         | SWE  | 4,05     |
| 4     | Anna Nilson         | SWE  | 4,05 PB  |
| 5     | Marianna Zachariadi | GRE  | 4,05     |
| 6     | Katharina Bauer     | GER  | 3,95     |
| 7     | Rachel Birtles      | AUS  | 3,95 PB  |
| 7     | Dana Cižková        | SVK  | 3,95     |
| 7     | Jekaterina Kolesowa | RUS  | 3,95     |

### Weitsprung
| Platz | Athletin           | Land | Weite (m) |
| ----- | ------------------ | ---- | --------- |
| 1     | Darja Klischina    | RUS  | 6,47 CR   |
| 2     | Ivana Španović     | SRB  | 6,41 SB   |
| 3     | Marija Schumilowa  | RUS  | 6,29      |
| 4     | Cristina Sandu     | ROU  | 6,19      |
| 5     | Hitomi Nakano      | JPN  | 6,14      |
| 6     | Dóra Végvári       | HUN  | 6,10      |
| 7     | Dailenys Alcántara | CUB  | 6,09      |
| 8     | Sabrina Nettey     | CAN  | 5,96      |

### Dreisprung
| Platz | Athletin                | Land | Weite (m) |
| ----- | ----------------------- | ---- | --------- |
| 1     | Dailenys Alcántara      | CUB  | 13,63     |
| 2     | Josleidy Ribalta        | CUB  | 13,32 SB  |
| 3     | Maja Bratkic            | SLO  | 12,96     |
| 4     | Mia Haave               | NOR  | 12,82     |
| 5     | Tahnee Reynolds Hopkins | AUS  | 12,76     |
| 6     | Kristin Gierisch        | GER  | 12,70     |
| 7     | Alisa Wlasowa           | RUS  | 12,67     |
| 8     | Liane Pintsaar          | EST  | 12,67     |

### Kugelstoßen
| Platz | Athletin             | Land | Weite (m) |
| ----- | -------------------- | ---- | --------- |
| 1     | Aljona Dubizkaja     | BLR  | 15,91 PB  |
| 2     | Samira Burkhardt     | GER  | 15,36     |
| 3     | Sophie Kleeberg      | GER  | 14,94 PB  |
| 4     | Rebecca O’Brien      | USA  | 14,94 PB  |
| 5     | Jekaterina Zjuganowa | RUS  | 14,62 PB  |
| 6     | Wera Kunowa          | RUS  | 14,24     |
| 7     | Zeynep Uzun          | TUR  | 14,12     |
| 8     | Lomana Fagatuai      | AUS  | 13,71     |

### Diskuswurf
| Platz | Athletin            | Land | Weite (m) |
| ----- | ------------------- | ---- | --------- |
| 1     | Julia Fischer       | GER  | 51,39 PB  |
| 2     | Sandra Perković     | CRO  | 51,25     |
| 3     | Jin Yuanyuan        | CHN  | 51,20     |
| 4     | Kimberly Mulhall    | AUS  | 48,21     |
| 5     | Marija Koschkarjowa | UKR  | 46,44     |
| 6     | Vika Lolo           | AUS  | 45,60     |
| 7     | Matilda Gunnarsson  | SWE  | 44,85     |
| 8     | Rebecca O’Brien     | USA  | 44,48     |

### Hammerwurf
| Platz | Athletin                     | Land | Weite (m) |
| ----- | ---------------------------- | ---- | --------- |
| 1     | Bianca Perie                 | ROU  | 64,61 CR  |
| 2     | Andriána Papadopoúlou-Fatála | GRE  | 56,32     |
| 3     | Barbara Špiler               | SLO  | 55,97     |
| 4     | Mareike Nannen               | GER  | 55,07     |
| 5     | Eszter Németh                | HUN  | 55,00     |
| 6     | Alina Kastrowa               | BLR  | 54,89     |
| 7     | Karina Frolowa               | RUS  | 54,01     |
| 8     | Li Shuo                      | CHN  | 53,57     |

### Speerwurf
| Platz | Athletin       | Land | Weite (m) |
| ----- | -------------- | ---- | --------- |
| 1     | Tazmin Brits   | RSA  | 51,71     |
| 2     | Carita Hinkka  | FIN  | 51,61     |
| 3     | Sini Kiiski    | FIN  | 50,75 SB  |
| 4     | Bianca Maurer  | AUS  | 48,81 PB  |
| 5     | Leanke Steyn   | RSA  | 48,80     |
| 6     | Tatjana Jelača | SRB  | 48,12     |
| 7     | Hanna Habina   | UKR  | 47,64     |
| 8     | Evita Trušele  | LAT  | 46,58     |

### Siebenkampf
| Platz | Athletin                       | Land | Punkte  |
| ----- | ------------------------------ | ---- | ------- |
| 1     | Kateřina Cachová               | CZE  | 5641 PB |
| 2     | Carolin Schäfer                | GER  | 5544 PB |
| 3     | Elisa-Sophie Döbel             | GER  | 5494 PB |
| 4     | Frida Linde                    | SWE  | 5432 PB |
| 5     | Helga Margrét Thorsteinsdóttir | ISL  | 5405 PB |
| 6     | Patricia Marciello             | SUI  | 5163 PB |
| 7     | Nikola Ogrodníková             | CZE  | 5161 PB |
| 8     | Els de Wael                    | BEL  | 5155 PB |

## Abkürzungen
- WR = Weltrekord
- WU20R = U20-Weltrekord
- OR = olympischer Rekord
- YOR = olympischer Jugendrekord
- AR = Kontinentalrekord
- AU20R = U20-Kontinentalrekord
- NR = nationaler Rekord
- NU20R = nationaler U20-Rekord
- CR = Meisterschaftsrekord
- MR = Veranstaltungsrekord
- WB = Weltbestleistung
- WU20B = U20-Weltbestleistung
- WU18B = U18-Weltbestleistung
- AB = Kontinentalbestleistung
- AU20B = U20-Kontinentalbestleistung
- AU18B = U18-Kontinentalbestleistung
- NB = nationale Bestleistung
- NU20B = nationale U20-Bestleistung
- NU18B = nationale U18-Bestleistung
- PB = persönliche Bestleistung
- SB = persönliche Saisonbestleistung
- QB = Qualifikationsbestleistung
- WL = Weltjahresbestleistung
- WU20L = U20-Weltjahresbestleistung
- WU18L = U18-Weltjahresbestleistung
- DSQ = disqualifiziert (engl. Disqualified)
- DNS = Wettkampf nicht angetreten (engl. Did Not Start)
- DNF = Wettkampf nicht beendet (engl. Did Not Finish)

## Medaillenspiegel
| Medaillenspiegel(Endstand nach 40 Entscheidungen) | Medaillenspiegel(Endstand nach 40 Entscheidungen) | Medaillenspiegel(Endstand nach 40 Entscheidungen) | Medaillenspiegel(Endstand nach 40 Entscheidungen) | Medaillenspiegel(Endstand nach 40 Entscheidungen) | Medaillenspiegel(Endstand nach 40 Entscheidungen) |
| Platz                                             | Land                                              | Gold                                              | Silber                                            | Bronze                                            | Gesamt                                            |
| ------------------------------------------------- | ------------------------------------------------- | ------------------------------------------------- | ------------------------------------------------- | ------------------------------------------------- | ------------------------------------------------- |
| 1                                                 | Vereinigte Staaten                                | 7                                                 | 4                                                 | 3                                                 | 14                                                |
| 2                                                 | Kenia                                             | 6                                                 | 4                                                 | 1                                                 | 11                                                |
| 3                                                 | Russland                                          | 4                                                 | 3                                                 | 3                                                 | 10                                                |
| 4                                                 | Deutschland                                       | 3                                                 | 2                                                 | 3                                                 | 8                                                 |
| 5                                                 | Ukraine                                           | 3                                                 | 0                                                 | 1                                                 | 4                                                 |
| 6                                                 | Jamaika                                           | 2                                                 | 5                                                 | 2                                                 | 9                                                 |
| 7                                                 | Vereinigtes Königreich                            | 2                                                 | 1                                                 | 1                                                 | 4                                                 |
| 8                                                 | Rumänien                                          | 2                                                 | 1                                                 | 0                                                 | 3                                                 |
| 9                                                 | Japan                                             | 1                                                 | 3                                                 | 0                                                 | 4                                                 |
| 10                                                | Australien                                        | 1                                                 | 1                                                 | 2                                                 | 4                                                 |
| 10                                                | Kuba                                              | 1                                                 | 1                                                 | 2                                                 | 4                                                 |
| 10                                                | Äthiopien                                         | 1                                                 | 1                                                 | 2                                                 | 4                                                 |
| 13                                                | Finnland                                          | 1                                                 | 1                                                 | 1                                                 | 3                                                 |
| 14                                                | Brasilien                                         | 1                                                 | 1                                                 | 0                                                 | 2                                                 |
| 14                                                | Tschechien                                        | 1                                                 | 1                                                 | 0                                                 | 2                                                 |
| 16                                                | Volksrepublik China                               | 1                                                 | 0                                                 | 1                                                 | 2                                                 |
| 17                                                | Barbados                                          | 1                                                 | 0                                                 | 0                                                 | 1                                                 |
| 17                                                | Belarus                                           | 1                                                 | 0                                                 | 0                                                 | 1                                                 |
| 17                                                | Südafrika                                         | 1                                                 | 0                                                 | 0                                                 | 1                                                 |
| 20                                                | Kroatien                                          | 0                                                 | 3                                                 | 0                                                 | 3                                                 |
| 21                                                | Griechenland                                      | 0                                                 | 2                                                 | 1                                                 | 3                                                 |
| 22                                                | Aserbaidschan                                     | 0                                                 | 1                                                 | 0                                                 | 1                                                 |
| 22                                                | Grenada                                           | 0                                                 | 1                                                 | 0                                                 | 1                                                 |
| 22                                                | Ungarn                                            | 0                                                 | 1                                                 | 0                                                 | 1                                                 |
| 22                                                | Mexiko                                            | 0                                                 | 1                                                 | 0                                                 | 1                                                 |
| 22                                                | Saudi-Arabien                                     | 0                                                 | 1                                                 | 0                                                 | 1                                                 |
| 22                                                | Serbien                                           | 0                                                 | 1                                                 | 0                                                 | 1                                                 |
| 22                                                | Spanien                                           | 0                                                 | 1                                                 | 0                                                 | 1                                                 |
| 29                                                | Marokko                                           | 0                                                 | 0                                                 | 3                                                 | 3                                                 |
| 30                                                | Italien                                           | 0                                                 | 0                                                 | 2                                                 | 2                                                 |
| 30                                                | Slowenien                                         | 0                                                 | 0                                                 | 2                                                 | 2                                                 |
| 32                                                | Bahamas                                           | 0                                                 | 0                                                 | 1                                                 | 1                                                 |
| 32                                                | Belgien                                           | 0                                                 | 0                                                 | 1                                                 | 1                                                 |
| 32                                                | Bulgarien                                         | 0                                                 | 0                                                 | 1                                                 | 1                                                 |
| 32                                                | Kanada                                            | 0                                                 | 0                                                 | 1                                                 | 1                                                 |
| 32                                                | Kasachstan                                        | 0                                                 | 0                                                 | 1                                                 | 1                                                 |
| 32                                                | Lettland                                          | 0                                                 | 0                                                 | 1                                                 | 1                                                 |
| 32                                                | Litauen                                           | 0                                                 | 0                                                 | 1                                                 | 1                                                 |
| 32                                                | Norwegen                                          | 0                                                 | 0                                                 | 1                                                 | 1                                                 |
| 32                                                | Slowakei                                          | 0                                                 | 0                                                 | 1                                                 | 1                                                 |
| 32                                                | Schweden                                          | 0                                                 | 0                                                 | 1                                                 | 1                                                 |
| Gesamt                                            | Gesamt                                            | 40                                                | 41                                                | 40                                                | 121                                               |